# ヴャチェスラフ・プレーヴェ
ヴャチェスラフ・コンスタンチノヴィチ・プレーヴェ（ロシア語: Вячесла́в Константи́нович фон Пле́ве, Vyacheslav Konstantinovich Plehve, ドイツ語: Wjatscheslaw Konstantinowitsch von Plehwe、英語版では、フォン・プレーヴェ、von Plehve、1846年4月4日（グレゴリオ暦4月20日）　カルーガ県メショフスク Meshchovsk - 1904年7月15日（グレゴリオ暦7月28日）　ペテルブルク）は、帝政ロシアの警察官僚出身の政治家。ツァーリズム下の保守反動政治家の一人。
プレーヴェ（ドイツ語: Plehwe, ロシア語: Пле́ве）家は西プロイセン、東プロイセン、ロシアなどに住むドイツ系の家系。コンスタンチン・プレーヴェとロシア系のイェリザヴェータ・ミハイロヴナ・シャマーイェヴァとの間に生まれる。プレーヴェ家の宗教はルター派であったが、宗教はロシア正教会に属した。

## 経歴
モスクワ大学で法学を学んだ後、1867年に検事補となる。司法省でいくつかのポストを勤め、1881年、皇帝アレクサンドル2世の暗殺事件捜査を担当し、内務省に移り警察局長に就任し、オフラーナの管理にも当たった。1884年にドミトリー・トルストイ内務大臣の下で内務次官。1902年、暗殺されたドミトリー・シピャーギンの後任として、内相に就任する。
プレーヴェは知的であったが、無慈悲なまでに厳格な性格であり、反ユダヤ主義者、保守反動政治家として振舞った。政治的情報の収集に精力的に動き、多数の革命家や穏健な改革派に致命的な打撃を与えた。内相就任直後、ハリコフ県・ポルタヴァ県の農民蜂起を弾圧。農民法改正のための編纂委員会を省内に組織し、土地私有制を導入して土地問題を扱うための地方委員会を設置するなど中央集権を堅持しながら農村改革を実施した。しかし、同様に農村の経済問題を担当したセルゲイ・ヴィッテと反目。加えて一連の改革はゼムストヴォに地盤を持つ地主貴族の反発を招き、これが1903年にキシナウでのユダヤ人に対するポグロム煽動を招いた（キシナウ・ポグロム）。また対外的には対日強硬派であり日露戦争開戦を主張、開戦反対のヴィッテと対立した。

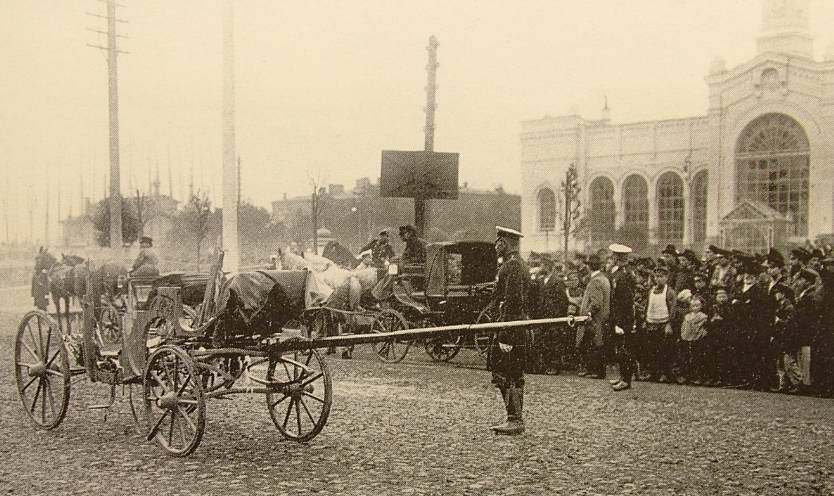
プレーヴェ暗殺後の現場写真。馬車が爆弾により破壊されている。背後はヴァルシャフスキー駅舎

結果、プレーヴェは革命家達のテロの標的となり、1903年と1904年に、社会革命党戦闘団（戦闘団の指導者は、エスエル幹部で警察のスパイでもあったエヴノ・アゼフであったが）によって暗殺未遂事件が起きている。そして1904年7月28日、サンクトペテルブルクのヴァルシャフスキー駅前広場で馬車に乗っていたところをエスエル（社会革命党）のエゴール・サゾーノフに爆弾を投げ込まれて暗殺された。その死は、テロリズムに反対していた人々からも歓迎されたという。サゾーノフ自身は重傷を負って逮捕され、1910年に流刑先で自殺している。
プレーヴェ暗殺後、ツァーリ政府は、穏健派のスヴャトポルク＝ミルスキー公爵を後任の内相とした。